# Озёрное (Черниговская область)
Озёрное (укр. Озерне) — село в Козелецком районе Черниговской области Украины. Население 351 человек. Занимает площадь 2,848 км².
Код КОАТУУ: 7422086601. Почтовый индекс: 17072. Телефонный код: +380 46-46.

## Власть
Орган местного самоуправления — Озёрненский сельский совет. Почтовый адрес: 17022, Черниговская обл., Козелецкий р-н, с. Озёрное, ул. Победы, 2е.